# Jeffries Range
Jeffries Range är ett berg i Kanada.   Det ligger i territoriet Nunavut, i den norra delen av landet, 3 600 km nordväst om huvudstaden Ottawa.
Terrängen runt Jeffries Range är varierad. En vik av havet är nära Jeffries Range åt nordväst. Trakten runt Jeffries Range är nära nog obefolkad, med mindre än två invånare per kvadratkilometer.. Det finns inga samhällen i närheten.
Trakten runt Jeffries Range består i huvudsak av gräsmarker.